# Хургада (аеропорт)
Міжнародний аеропорт «Хургада» (IATA: HRG, ICAO: HEGN) — міжнародний аеропорт розташований в Хургаді, Єгипет.
У 2008 році аеропорт обслужив 6743199 пасажирів (зростання 13,4 % у порівнянні з 2007).

## Термінал
Аеропорт на середину 2010-х має два пасажирські термінали: Термінал 1 і Термінал 2. Будівництво нового термінального комплексу вартістю $ 335 млн, за фінансуванням Арабським фондом економічного розвитку, розраховано на 13 мільйонів відвідувачів на рік. було відкрито президентом Абдель Фаттах Ас-Сісі 17 грудня 2014 р новий термінал має загальну площу 92000 м² на 3-х рівнях. Зал вильоту має 72 стійок реєстрації та 20 виходів на посадку.

## Авіалінії та напрямки
| Авіакомпанія                       | Пункт призначення |
| ---------------------------------- | --- |
| Air Arabia Egypt                   | Сезонний: Шарм-ель-Шейх Сезонний чартер: Лейпциг/Галле |
| Air Cairo                          | Белград, Біллунн, Братислава, Будапешт, Копенгаген, Дюссельдорф, Ганновер, Катовіце, Мюнхен, Прага, Штутгарт, Тбілісі, Варшава-Шопен, Єреван Сезонний: Грац, Лінц, Париж-Шарль де Голль                                  |
| AlMasria Universal Airlines        | Сезонний: Каїр Сезонний чартер:Белград, Будапешт, Париж-Шарль де Голль, Варшава-Шопен, Вроцлав |
| Azur Air Ukraine                   | Чартер: Київ-Бориспіль Сезонний чартер:Львів, Одеса, Запоріжжя |
| Austrian Airlines                  | Сезонний чартер: Відень |
| Belavia                            | Сезонний чартер: Брест, Гродно, Мінськ, Могильов, Вітебськ |
| Blue Air                           | Сезонний чартер: Бухарест |
| Bravo Airways                      | Чартер: Київ-Бориспіль, Київ-Жуляни |
| Brussels Airlines                  | Брюссель |
| Bulgaria Air                       | Сезонний чартер: Софія |
| Bulgarian Air Charter              | Сезонний чартер: Софія, Варна |
| Condor                             | Дюссельдорф, Франкфурт, Гамбург, Ганновер, Лейпциг/Галле, Мюнхен, Штутгарт |
| Corendon Airlines                  | Кельн/Бонн Сезонний: Берлін-Тегель, Бремен, Дортмунд, Дюссельдорф (з 1 листопада 2018), Ганновер, Лейпциг/Галле, Відень                                                                                                  |
| Corendon Dutch Airlines            | Амстердам, Брюссель Сезонний: Маастрихт/Аахен |
| Danish Air Transport               | Сезонний чартер:Біллунн, Копенгаген |
| easyJet                            | Лондон-Гатвік Сезонний: Берлін-Тегель (з 2 листопада 2018),Лондон-Станстед (з 2 листопада 2018), Мілан-Мальпенса (з 28 жовтня 2018)                                                                                      |
| easyJet Switzerland                | Сезонний: Женева |
| Edelweiss Air                      | Цюрих |
| EgyptAir                           | Каїр |
| EgyptAir Express                   | Александрія-Борг-ель-Араб, Каїр, Шарм-ель-Шейх |
| Enter Air                          | Сезонний: Катовіце, Познань, Варшава-Шопен, Вроцлав |
| Eurowings                          | Сезонний чартер: Берлін-Тегель, Кельн/Бонн, Дюссельдорф, Гамбург, Ганновер |
| Finnair                            | Сезонний чартер: Гельсінкі (відновлення з 18 грудня 2018) |
| FlyEgypt                           | Луксор Сезонний чартер:Базель-Мюлуз-Фрайбург, Белград, Дрезден, Дюссельдорф, Ерфурт/Веймар, Франкфурт, Гданськ, Грац, Карлсруе/Баден-Баден, Катовіце, Лейпциг/Галле, Лінц, Меммінген, Париж-Шарль де Голль, Росток, Веце |
| Germania                           | Берлін-Шенефельд, Берлін-Тегель, Бремен, Дрезден, Ерфурт–Веймар, Фрідріхсгафен, Мюнстер, Нюрнберг, Росток Сезонний: Дюссельдорф                                                                                          |
| Germania Flug                      | Цюрих |
| Jet Time                           | Чартер: Копенгаген, Гельсінкі |
| Luxair                             | Сезонний чартер: Люксембург (з 30 жовтня 2018) |
| Nesma Airlines                     | Сезонний чартер: Будапешт |
| Nile Air                           | Каїр |
| Novair                             | Сезонний чартер: Копенгаген, Стокгольм-Арланда |
| Pegasus Airlines                   | Стамбул-Сабіха Гекчен |
| Scandinavian Airlines              | Сезонний чартер: Копенгаген (з 3 листопада 2018), Осло-Гардермуен (з 16 лютого 2019), Стокгольм-Арланда (з 29 грудня 2018)                                                                                               |
| SkyUp                              | Чартер: Київ-Бориспіль, Київ-Жуляни Сезонний чартер: Львів |
| Small Planet Airlines              | Чартер:Вільнюс |
| Small Planet Airlines Germany      | Сезонний чартер: Берлін-Шенефельд, Дюссельдорф, Франкфурт, Гамбург, Ганновер, Лейпциг/Галле, Падерборн/Ліппштадт |
| Small Planet Airlines Poland       | Катовіце Сезонний чартер: Варшава-Шопен |
| Smartlynx Airlines                 | Сезонний чартер: Рига |
| Smartlynx Airlines Estonia         | Сезонний чартер: Таллінн |
| SmartWings оператор Travel Service | Прага Сезонний: Брно, Острава |
| Sunday Airlines                    | Сезонний чартер: Алмати, Астана |
| SunExpress Deutschland             | Кельн/Бонн, Дюссельдорф, Франкфурт, Ганновер Мюнхен, Нюрнберг Сезонний:Лейпциг/Галле, Штутгарт |
| Swiss International Air Lines      | Сезонний: Женева |
| Thomas Cook Airlines               | Бірмінгем, Лондон-Гатвік, Ньюкасл, Манчестер Сезонний:Бристоль, Східний Мідландс, Глазго |
| Thomas Cook Airlines Scandinavia   | Чартер: Копенгаген, Гетеборг, Гельсінкі, Стокгольм-Арланда |
| Transavia                          | Амстердам Сезонний чартер: Ейндговен |
| Travel Service Hungary             | Сезонні: Будапешт |
| Travel Service Polska              | Сезонний чартер: Катовіце, Варшава-Шопен |
| TUI Airways                        | Бірмінгем, Бристоль, Кардіфф (з 6 травня 2019), Донкастер/Шеффілд (з 5 квітня 2019) Лондон-Гатвік, Лондон-Лутон (з 1 листопада 2018) Лондон-Станстед (з 7 травня 2019) Манчестер Сезонний: Гетеборг                      |
| TUIfly Belgium                     | Брюссель, Сезонний: Брюссель-Шарлеруа, Остенде-Брюгге |
| TUIfly Deutschland                 | Берлін-Тегель, Дюссельдорф, Франкфурт, Ганновер, Мюнхен, Штутгарт |
| TUI Airlines Netherlands           | Чартер: Амстердам Сезонний:: Ейндговен (з 2 листопада 2018) |
| TUI fly Nordic                     | Чартер: Стокгольм-Арланда |
| Turkish Airlines                   | Стамбул-Ататюрк |
| Ukraine International Airlines     | Чартер: Київ-Бориспіль Сезонний: Харків, Львів |
| Windrose Airlines                  | Сезонний: Київ-Бориспіль, Львів |